# Luminita Dobrescu
Luminița Liliana Dobrescu (Reșița, Rumania, 19 de abril de 1971) es una nadadora retirada especializada en pruebas de estilo libre. Fue subcampeona de Europa en 200 metros libres durante Campeonato Europeo de Natación de 1993.
Participó en tres Juegos Olímpicos consecutivos en los años 1988, 1992 y 1996.

## Palmarés internacional
| Campeonato Europeo de Natación | Campeonato Europeo de Natación | Campeonato Europeo de Natación | Campeonato Europeo de Natación |
| Año                            | Lugar                          | Medalla                        | Prueba                         |
| ------------------------------ | ------------------------------ | ------------------------------ | ------------------------------ |
| 1987                           | Estrasburgo ( Francia)         | Medalla de plata               | 4x200 m libres                 |
| 1987                           | Estrasburgo ( Francia)         | Medalla de bronce              | 200 m libres                   |
| 1991                           | Atenas ( Grecia)               | Medalla de bronce              | 200 m libres                   |
| 1993                           | Sheffield ( Reino Unido)       | Medalla de plata               | 200 m libres                   |